# Sauerbrunnen (Bad Soden)

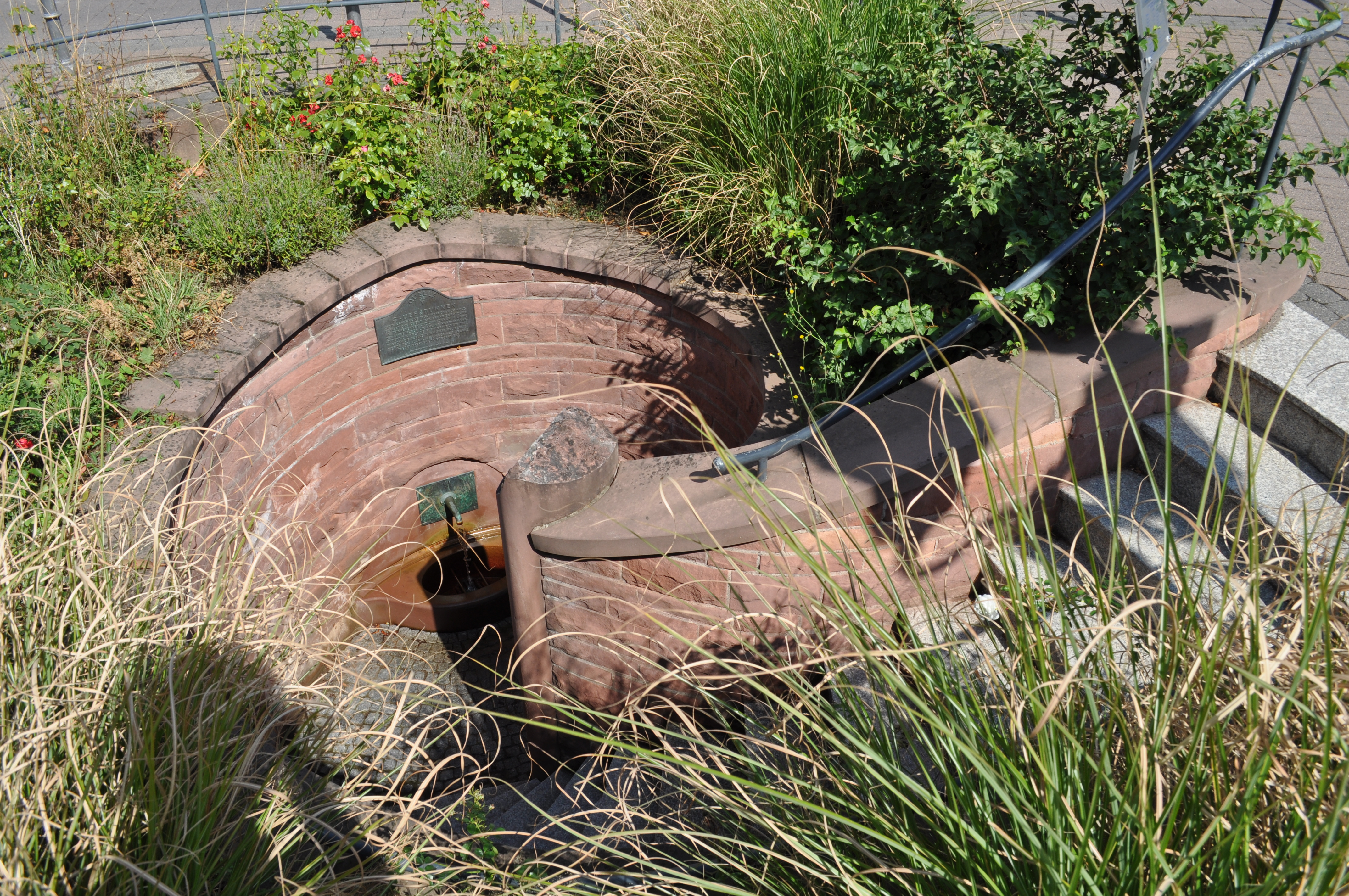
Sauerbrunnen

Der Sauerbrunnen ist eine amtlich anerkannte Mineralquelle in der Innenstadt von Bad Soden am Taunus im Main-Taunus-Kreis. Der Sauerbrunnen befindet sich in der Sodener Altstadt in der Straße Zum Quellenpark.

## Geschichte
Die erste Erwähnung des Brunnens geht auf das Jahr 1703 zurück. Zu dieser Zeit wurde um den Brunnen ein aus Holz gefertigter Schutzpavillon gebaut.  
Die erste Einfassung des Brunnens erfolgte im Jahr 1859. Anfang des 20. Jahrhunderts wurde der Bereich um den Brunnen mit Natursteinen versehen und mit Pflanzen bestückt. 1922 erfolgte eine weitere Umgestaltung des Außenbereichs. In den 1960er Jahren wurde der Brunnen jedoch wegen Verunreinigung mit Erde abgedeckt. Erst 1993/94 wurde der Brunnen durch die Initiative von Bürgern der Stadt wieder eröffnet.

## Anwendung
Das Wasser der Quelle wird hauptsächlich zur äußeren Anwendung genutzt, vor allem für Spülungen, Inhalationen und Gurgeln. Es ist aufgrund der hohen Salzkonzentration nicht zum Trinken geeignet.

### Anwendungsgebiete
- Chronische Erkrankung der Atemwege
- Infektanfälligkeit der Atmungsorgane
- Erkrankungen des Bewegungsapparates
- Entzündungen im Mund-Rachen-Raum